# Евтеева, Ирина Всеволодовна
Ири́на Все́володовна Евте́ева (род. 14 марта 1956, Ленинград) — советский режиссёр, оператор, сценаристка, художница, педагог.

## Биография
В 1980 г. — окончила отделение кинофотоискусства Института культуры им. Крупской (мастерская Г. Аронова, Г. Циммермана). 

В 1989 г. — окончила аспирантуру ЛГИТМиКа (сейчас Российский государственный институт сценических искусств). 

В 1991 г. — защита диссертации на тему «Процесс жанрообразования в отечественной мультипликации 60х—80х годов. От притчи к полифоническим структурам». 

С 1989 г. режиссёр-постановщик киностудии «Ленфильм». 

В 1991 г. — получила звание «Кандидат искусствоведения». 

С 1991 года преподаёт кинодраматургию в Санкт-Петербургском университете культуры и искусств (в данный момент Санкт-Петербургский государственный институт культуры), профессор, старший научный сотрудник Российского института истории искусств. 

Живёт и работает в Санкт-Петербурге.
В 1994 года Ирина Евтеева сняла фильм «Эликсир» в противоположном анимационным технологиям стиле. Живые актёры, живые человеческие лица становятся материалом, каждый отснятый кадр превращается в живописный, обрабатывается вручную на мультстанке.

## Цитата
То, что мы работаем БЕЗ КОМПЬЮТЕРОВ это сознательный выбор. Я не стремлюсь к имитации натуральной фантастической, безусловной среды, что плодотворно выполняется при помощи компьютера. Нет. Для меня, как для художника — аниматора принципиально важна работа с рисованным кинопространством, которое имеет основанием реальное изображение и живописную интерпретацию. Поэтому картины и снимаются так долго: «Лошадь, скрипка и немного нервно» — 1,5 года, «Эликсир» — 3 года, «Клоун» — 1 год и «Петербург» — 5 лет.— Ирина Евтеева.

## Призы и награды
- Медаль ордена «За заслуги перед Отечеством» II степени (29 апреля 2019 года) — за большой вклад в развитие отечественной культуры и искусства, многолетнюю плодотворную деятельность[3].

Арвентур
- 2015 — XXXVII Московский международный кинофестиваль
  - Специальный приз жюри «Серебряный Георгий»[4]
  - приз ассоциации NETPAC
  - Специальное упоминание жюри российской кинокритики[5]

Вечные вариации. Тезей. Фауст
- 2007 Приз жюри XIII РКФ «Литература и кино»[6] «За кинематографические фантазии, ставшие реальностью нашего сознания»

Петербург
- 2003 XXV ММКФ — Приз зрителей, голосовавших на сайте Rambler;
- 2004 Специальный Приз жюри X РКФ «Литература и кино», Гатчина; Номинант на приз «Золотой Георгий» XXV ММКФ;

Клоун
- 2002 приз «Серебряный лев» за лучший короткометражный фильм 59-й Венецианский международный кинофестиваль
- 2002 Гран-при на 7-м Тегеранском международном кинофестивале[7]

Эликсир
- 1996 Гран-При II кинофестиваля «Литература и кино» (Гатчина);
- 1995 Приз «Серебряный гвоздь»,
- 1995 Главный приз в конкурсе дебютов,
- 1995 Приз федерации киноклубов России на кинофоруме «Суздаль-95»;
- 1995 Специальный приз МКФ «Окно в Европу» (Выборг);
- 1995 Приз на МКФ короткометражных документальных фильмов «Драма-95» (Греция);
- 1994 Профессиональная премия к/ст. «Ленфильм» и Союза кинематографистов Санкт-Петербурга им. Евгения Енея — художнику;

Лошадь, скрипка и немножко нервно
- 1991 Профессиональная премия к/ст. «Ленфильм»;
- 1994 Гран-при в конкурсе неигрового кино МКФ «На границе Европы и Азии» в Заречном;
- 1992 Приз за лучший анимационный фильм КФ «Дебют» в Москве;
- 1992 Приз Международного кинофорума «Арсенал» в Риге;
- 1992 Приз за лучший дебют МКФ женского кино в Минске.

#### Мелодия струнного дерева
- 2021 Лауреатка кинопремии «Ника» за 2020 год в номинации «Лучший анимационный фильм»

## Фильмография
- 1980 Крысолов (режиссёр, художница, оператор)
- 1984 Чёрная дыра (режиссёр, художница)
- 1991 Лошадь, скрипка и немножко нервно
- 1995 Эликсир
- 2002 Клоун
- 2003 Петербург
- 2004 Демон[8]
- 2006 Вечные вариации. Тезей. Фауст[9]
- 2009 Маленькие трагедии
- 2015 Арвентур
- 2020 Мелодия струнного дерева